# Temporada de tufões no Pacífico de 2024
A temporada de tufões no Pacífico de 2024 é um evento cíclico anual de formação de ciclones tropicais, no qual os sistemas se formam no noroeste do oceano Pacífico. A temporada se estende ao longo de 2024, embora a maioria dos ciclones tropicais normalmente se desenvolva entre maio e outubro. A primeira tempestade nomeada da temporada, Ewiniar (Aghon), desenvolveu-se a partir de 25 de maio, e eventualmente tornou-se o primeiro tufão da época.
O escopo deste artigo é limitado ao oceano Pacífico ao norte do equador entre 100°E e 180º meridiano. No noroeste do Oceano Pacífico, existem duas agências separadas que atribuem nomes a ciclones tropicais, o que muitas vezes pode resultar em um ciclone com dois nomes. A Agência Meteorológica do Japão (JMA) nomeará um ciclone tropical se for considerado com velocidade de vento sustentada de 10 minutos de pelo menos 65 km/h em qualquer lugar da bacia, enquanto a Administração de Serviços Atmosféricos, Geofísicos e Astronômicos das Filipinas (PAGASA) atribui nomes a ciclones tropicais que se movem ou se formam como uma depressão tropical em sua área de responsabilidade localizada entre 135°E e 115°E e entre 5°N–25°N, independentemente de um ciclone tropical já ter ou não foi dado um nome pela JMA. Depressões tropicais que são monitoradas pelo Joint Typhoon Warning Center dos Estados Unidos (JTWC)  recebem um número com um sufixo "W". Além disso, o JTWC, por interesse dos estadunidenses, dá avisos não-oficiais nas temporadas.

## Previsões sazonais
| Previsões TSR Data    | Tempestades tropicais | Total Tufões       | TT intensos             | ECA                     | Ref.  |
| --------------------- | --------------------- | ------------------ | ----------------------- | ----------------------- | ----- |
| Média (1991–2020)     | 25.5                  | 16.0               | 9.3                     | 301                     | [ 2 ] |
| 7 de maio de 2024     | 25                    | 15                 | 7                       | 225                     | [ 2 ] |
| 5 de julho de 2024    | 24                    | 14                 | 7                       | 211                     | [ 3 ] |
| Outras previsões Data | Centro de Previsão    | Período            | Sistemas                | Sistemas                | Ref.  |
| 15 de janeiro de 2024 | PAGASA                | Janeiro–Março      | 0–2 ciclones tropciais  | 0–2 ciclones tropciais  | [ 4 ] |
| 15 de janeiro de 2024 | PAGASA                | Abril–Junho        | 2–4 ciclones tropicais  | 2–4 ciclones tropicais  | [ 4 ] |
| 26 de junho de 2024   | PAGASAo               | Julho–Setembro     | 6–10 ciclones tropicais | 6–10 ciclones tropicais | [ 5 ] |
| 26 de junho de 2024   | PAGASA                | Outubro–Dezembro   | 4–7 ciclones tropicais  | 4–7 ciclones tropicais  | [ 5 ] |
| Temporada 2024        | Centro Previsões      | Ciclones tropicais | Tempestades tropicais   | Tufões                  | Ref.  |
| Atividade atual:      | JMA                   | 32                 | 20                      | 7                       |       |
| Atividade atual:      | JTWC                  | 22                 | 18                      | 8                       |       |
| Atividade atual:      | PAGASA                | 12                 | 9                       | 4                       |       |

Durante o ano, vários serviços meteorológicos nacionais e agências científicas prevêem quantos ciclones tropicais, tempestades tropicais e tufões se formarão durante uma estação e/ou quantos ciclones tropicais afectarão um determinado país. Essas agências incluíam o Consórcio Tropical Storm Risk  (TSR) da University College London, a PAGASA e o Central Weather Bureau de Taiwan.
O Tropical Storm Risk (TSR) divulgou sua primeira previsão em 7 de maio, prevendo atividade abaixo da média com 25 tempestades nomeadas, 15 tufões e 7 tufões intensos. Isto deveu-se principalmente ao evento El Niño dominante na altura, que se esperava que transitasse para um La Niña fraco ou moderado em meados de 2024. Na sua previsão de julho, eles reduziram um pouco a quantidade de tempestade e tufões.

## Resumo sazonal
| Posição | Total danos     | Temporada |
| ------- | --------------- | --------- |
| 1       | ≥ $38,96 bilhão | 2019      |
| 2       | ≥ $37,53 bilhão | 2023      |
| 3       | ≥ $31,54 bilhão | 2018      |
| 4       | ≥ $26,78 bilhão | 2024      |
| 5       | ≥ $26,41 bilhão | 2013      |
| 6       | ≥ $20,79 bilhão | 2012      |
| 7       | ≥ $18,77 bilhão | 2004      |
| 8       | ≥ $18.36 bilhão | 1999      |
| 9       | ≥ $17,69 bilhão | 2016      |
| 10      | ≥ $15,1 bilhão  | 2017      |

### Atividade da temporada inicial
A temporada de tufões no Pacífico começou em 23 de maio, quando uma tempestade tropical nomeada Ewiniar se formou a sudeste de Palau, marcando-a como o quinto início mais recente de uma temporada de tufões no Pacífico desde que os registros confiáveis começaram.  Ewiniar foi direto para as Filipinas para fazer nove desembarques na Ilha Homonhon; Giporlos, Samar Oriental; Catbalogan, Samar; Batuan, Masbate  Cidade de Masbate; Torrijos, Marinduque; Lucena, Quezon e Patnanungan. Ele começou a se mover sobre as águas tropicais quentes da Baía de Lamon, onde o JTWC transformou Ewiniar em um tufão equivalente à categoria 1. Em 6 de junho, os remanescentes de Ewiniar seriam absorvidos por outro ciclone extratropical, ao largo da costa de Alasca.  Em 30 de maio, outra depressão tropical formou-se no sudeste de Haikou, na China. No dia seguinte, às 03:00 UTC, A JTWC designou a perturbação como depressão tropical 02W. Algumas horas depois, a JMA atribuiu o nome Maliksi ao atualizar o 02W numa tempestade tropical. Pouco depois de ser nomeado, em 31 de maio, Maliksi atingiu a terra no sul da China. a JMA e a JTWC suspenderam os Avisos à medida que Maliksi se deslocava para o interior e se dissipava em 2 de junho. Nenhuma tempestade se formou em junho pela primeira vez desde 2010.

Circuito satélite do tufão Gaemi contornando a costa antes de atingir a costa nordeste de Taiwan em 24 de julho

Após muitas semanas de inatividade, em 13 de julho, uma depressão tropical se formou a leste do Vietname. Pouco depois, seguiu para o Vietname, dissipando-se pouco depois. Em 19 de julho, duas perturbações tropicais foram reconhecidas pela JTWC: uma a sudeste de Manila e outra a leste de Palau. Logo depois, ambos os distúrbios evoluíram para uma depressão, sendo nomeados pelo PAGASA. O primeiro, a oeste de Batangas, foi denominado Butchoy, enquanto o segundo, a leste de Virac, Catanduanes, foi denominado Carina. Mais tarde naquele dia, o JTWC seguiu o exemplo, designando-os como depressões. No dia seguinte, o distúrbio mais oriental foi denominado Gaemi pela JMA. Em 21 de julho, Butchoy também se intensificou em uma tempestade tropical, atribuindo o nome Prapiroon da JMA. Prapiroon atravessou o mar da China Meridional como uma tempestade tropical menor antes de atingir Wanning, Hainan. Prapiroon atravessou o Golfo de Tonkin, onde se intensificou ainda mais em uma tempestade tropical severa. No início de 23 de julho, a Prapiroon atingiu o seu segundo e último desembarque em Quảng Ninh, Vietname. Seguiu-se um rápido enfraquecimento à medida que Prapiroon se deslocava para o interior e se dissipava no dia seguinte.
Estando em um ambiente favorável no Mar das Filipinas, Gaemi continua a se fortalecer em uma forte tempestade tropical à medida que se move lentamente para nordeste. No início do dia seguinte, a JMA transformou Gaemi em um tufão, o segundo a ocorrer nesta temporada. A JTWC também seguiu o exemplo e atualizou o Gaemi para um tufão de categoria 1. Devido à sua temperatura quente da superfície do mar e ao baixo cisalhamento vertical do vento, em 24 de julho, Gaemi intensificou-se rapidamente para um tufão de categoria 4, com ventos sustentados de 10 minutos de 165 km/h, equivalente a uma categoria de tufão muito forte pela JMA. Gaemi parou e executou um loop anti-horário perto da Costa, enfraquecendo ligeiramente em um tufão de categoria 3. Durante a noite, Gaemi atingiu Hualien, Taiwan, nessa intensidade. As cadeias de montanhas do país destruíram a estrutura da tempestade, fazendo com que Gaemi enfraquecesse ainda mais em um tufão de categoria 2. A tempestade acelerou em toda a ilha e emergiu no Estreito de Taiwan, seis horas após o desembarque. No dia seguinte, Gaemi atingiu a costa final em Xiuyu, Putian, na província de Fujian, como uma tempestade tropical enfraquecida. Movendo-se para o interior, a tempestade enfraqueceu rapidamente até se dissipar em 27 de julho.
Embora Gaemi nunca tenha atingido a Costa nas Filipinas, a humidade da tempestade aumentaria a monção sudoeste. Fortes chuvas foram sentidas sobre Luzon e algumas partes de Visayas, deixando cada região inundada. No geral, Gaemi causou 126 mortes e US $ 266 milhões em danos ao longo de sua trilha.

### Actividade da época alta

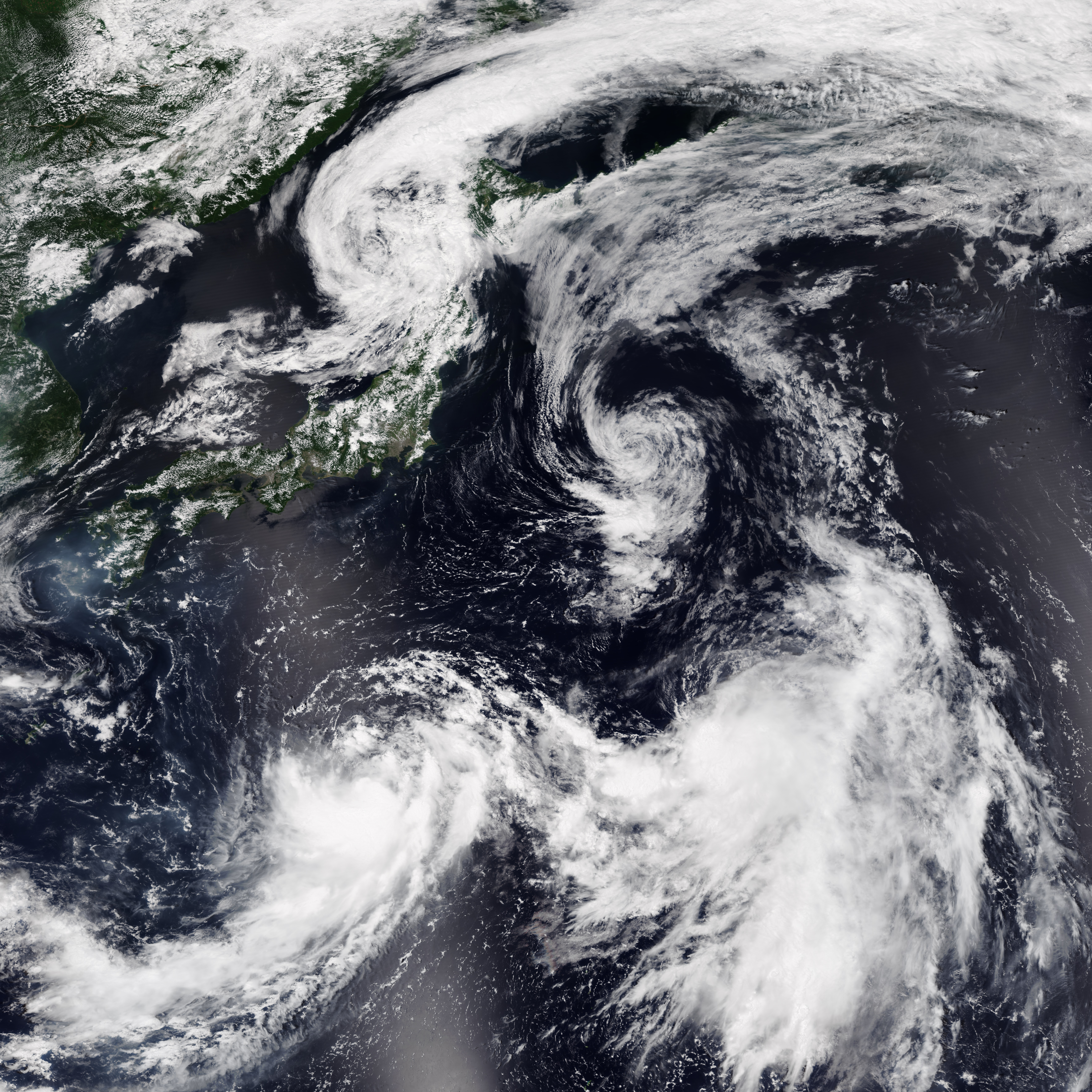
Quatro sistemas ativos em 13 de agosto: depressão tropical Maria ("canto superior esquerdo"); tempestade tropical Ampil ("canto inferior esquerdo"); depressão tropical Son-Tinh ("Centro direito"); e depressão tropical 09W ("canto inferior direito"; precursor de Wukong).

Em 3 de agosto, desenvolveu-se uma zona de baixa pressão a leste da Base Aérea de Kadena. Às 00:00 UTC, a JMA reconhece a perturbação como uma depressão. No entanto, baixou para um mínimo remanescente em 7 de agosto. A convecção mais tarde serpenteou para o sul de Ilhas Ryukyu por alguns dias antes de JMA ser reclassificada novamente como uma depressão em 11 de agosto. A JMA emitiu um aviso de vendaval no dia seguinte, citando que se intensificaria nos dias seguintes. JTWC mais tarde seguiu o exemplo e atualizou para uma depressão tropical. Em 13 de agosto, a depressão tornou-se uma tempestade tropical, recebendo o nome de Ampil da JMA. Ampil intensificou-se gradualmente no Oceano Pacífico, tornando-se uma tempestade tropical severa. A JMA transformou a Ampil em um tufão dois dias depois, com a JTWC ainda reconhecia como um tufão de categoria 2. No dia seguinte, tornou-se um tufão de categoria 4. O tufão passou logo ao sul da Grande Área de Tóquio antes de enfraquecer e fazer a transição para um ciclone extratropical.
Em 5 de agosto, formou-se uma zona de baixa pressão nas Ilhas Bonin. A perturbação ocorreu em um ambiente com cisalhamento do vento baixo a moderado e SSTs quentes. A JTWC posteriormente classificou o distúrbio em depressão no dia seguinte, dando a designação 06W. No início de 8 de agosto, a JMA transformou a depressão em uma tempestade, chamando-a de Maria. A tempestade reforçou-se ainda mais e transformou-se numa forte tempestade tropical no mesmo dia. Ao mesmo tempo, a JTWC informou que Maria havia se intensificado rapidamente em um tufão devido ao forte escoamento em direção ao equador e ao pólo. No entanto, em 9 de agosto, Maria enfraqueceu em uma tempestade tropical à medida que se movia para nordeste. Em 10 de agosto, outra área de baixa pressão se formou a sudeste de Maria. A JTWC classificaria a perturbação como uma depressão subtropical no seu próximo boletim. Apesar de estar em um ambiente marginal e com ventos fortes, a JMA se transformou em uma tempestade tropical, atribuindo o nome de Son-Tinh. No dia seguinte, a JTWC anunciou que Son-Tinh se tornou tropical, designando-o como 07W. Son-Tinh enfraqueceu de volta para uma depressão antes de se dissipar em 14 de agosto.
Na manhã de 12 de agosto, Maria atingiu a província de Iwate como uma tempestade tropical, provocando ventos fortes e provocando fortes chuvas no norte do Japão. Maria então enfraqueceu em uma depressão depois de se mudar para o interior. A tempestade entrou pelo mar do Japão, enfraquecendo ainda mais no dia seguinte. A JTWC emitiu o seu último aviso depois de Maria ter sido notificada pela última vez a oeste-noroeste de Misawa. A JMA continuou a rastrear como uma depressão antes de emitir seu aviso final às 04:15 UTC.
A atividade tornou-se mais ativa quando uma área de convecção foi formada em 12 de agosto perto do sudoeste de uma tempestade próxima Son-Tinh. A JMA reconheceria imediatamente a perturbação como uma depressão. No dia seguinte, a JTWC foi fornecer o seu identificador da depressão, que era depressão tropical 09W. Assim como Ampil, em 13 de agosto, 09W se intensificou em uma tempestade tropical, atingindo o nome Wukong da JMA. Wukong teve vida curta devido aos seus topos de nuvens mal organizados. A JTWC fez o seu último aviso sobre Wukong quando este se movia através de águas mais frias e se dissipou em 15 de agosto.
Em 17 de agosto, a JMA reconheceu uma depressão tropical que se formou a leste de Taiwan. No dia seguinte, PAGASA declarou o sistema uma depressão tropical, atribuindo o nome de Dindo. A depressão foi nomeada Jongdari três horas depois, após a formação. JTWC mais tarde seguiu o exemplo e se transformou em uma tempestade tropical. No entanto, não durou muito e enfraqueceu em uma depressão à medida que se aproxima da Península Coreana. Em 21 de agosto, tanto a JMA quanto a JTWC relataram que Jongdari havia se dissipado, pois seu centro de circulação de baixo nível havia desaparecido quando se movia sobre a terra. Depois de Jongdari, formou-se no mesmo dia uma zona de baixa pressão nas Ilhas Marianas do Norte. O sistema se intensificou em uma tempestade tropical no dia seguinte e recebeu o nome de Shanshan da JMA.
Shanshan mais tarde se fortaleceu em um tufão de categoria 1. Permaneceu nessa intensidade enquanto lutava contra o cisalhamento do vento. À medida que se aproxima das Ilhas Amami, tornou-se um tufão de categoria 4. A aproximação do tufão causou a emissão de um sistema de alerta especial na Prefeitura de Kagoshima, a primeira vez emitida na área desde Nanmadol de 2022. Por volta das 08:00 JST de 29 de agosto, Shanshan atingiu a costa perto de Satsumasendai, causando o terceiro impacto do ciclone tropical no Japão continental nesta temporada. A erosão rápida seguiu-se mais tarde à medida que se movia para o leste sobre o interior. Shanshan segue sobre o mar interior de Seto antes de fazer outro landfall em Shikoku no dia seguinte. A convecção de Shanshan começou a ser desorganizada, fazendo com que ela se enfraquecesse em uma baixa remanescente. No entanto, voltou a entrar em depressão à medida que se movia para leste a sudeste através de águas abertas. A JMA continuou a rastrear Shanshan até que se dissipou em 1 de setembro.

Tufão Yagi fazendo landfall sobre Wenchang City em Hainan em 6 de setembro

Perto do final de agosto, uma perturbação tropical se formou perto de Palau. No mesmo dia, a JMA começou a emitir avisos para o sistema como uma depressão. Ao entrar na zona de responsabilidade das Filipinas (PAR), a agência deu-lhe o nome de Enteng no primeiro dia de setembro. O JTWC seguiu o exemplo e foi classificado como uma depressão, com a designação de 12W. às 21:00 JST (13:00 UTC), O JMA atualizou para uma tempestade tropical, nomeando o sistema Yagi. A tempestade atingiu a sua primeira costa em Casiguran, na província de Aurora. O terreno montanhoso da Cordilheira Central enfraqueceu Yagi à medida que se movia para o interior. Deixou o PAR no início de 4 de setembro, enquanto continua-va a intensificar-se no Mar do Sul da China.
Yagi mais tarde se fortaleceu em um tufão devido ao seu ambiente altamente favorável. No dia seguinte, Yagi se intensificou rapidamente, desenvolvendo um olho bem delineado, e se intensificou brevemente em um supertufão de categoria 5 à medida que se aproxima de Hainan. Embora o Yagi tenha enfraquecido ligeiramente, atingiu o seu segundo landfall sobre a cidade de Wenchang, em Hainan. A tempestade então se moveu sobre Haikou, na China, e continuou a fazer outro landfall no Condado de Xuwen, Cantão. Depois, Yagi entrou nas águas abertas do Golfo de Tonkin.
O Yagi tornou-se um dos únicos quatro tufões de categoria 5 registados no Mar do Sul da China, juntamente com Pamela (1954), Rammasun (2014), e Rai (2021). Também marcou o tufão mais poderoso a atingir Hainan no outono desde o tufão Rammasun em 2014. Em 7 de setembro, Yagi passou por um período de reorganização e recuperou o status de categoria 4 antes de fazer um landfall histórico entre Haiphong e Quang Ninh no Vietnã. Após o desembarque, Yagi se tornou a tempestade mais forte a impactar o norte do Vietnã. O tufão então enfraqueceu rapidamente em uma baixa remanescente à medida que se movia para o interior, dissipando-se em 8 de setembro.
Enquanto a Yagi estava a caminho de chegar às Filipinas, a JTWC anunciou outra formação de uma perturbação tropical no Oceano Pacífico aberto em 2 de setembro. A JMA também começou a emitir avisos e foi reconhecida como uma depressão tropical no mesmo local. Dois dias depois, quando a JTWC a transformou em depressão, recebeu a designação de 13W. um dia depois, a JMA informou que a 13W evoluiu para uma tempestade tropical, dando o nome de Leepi como a décima segunda tempestade nomeada desta temporada. O Leepi acelerou para nordeste antes de se tornar um ciclone extratropical em 6 de setembro.
Em 9 de setembro, formou-se uma depressão tropical sobre as ilhas da Micronésia. No dia seguinte, a JTWC designou-o como 14W. À medida que se movia sobre Guam, o 14W intensificou-se em uma tempestade tropical e foi denominado Bebinca pela JMA. Apesar de encontrar ar seco, Bebinca se fortaleceu ao iniciar seu movimento para noroeste. Às 18:00 PST de 13 de setembro, Bebinca entrou na área de responsabilidade das Filipinas e foi nomeado Ferdie pelo PAGASA. Bebinca mais tarde se fortaleceu em um tufão mínimo no dia seguinte. Bebinca mais tarde se fortaleceu em um tufão mínimo no dia seguinte. Em 16 de setembro, Bebinca desembarcou em Xangai, China como um tufão de categoria 1 enfraquecido, e se tornou o tufão mais forte a atingir Xangai desde o Tufão Gloria de 1949
À medida que Bebinca avançava para o leste da China, duas depressões tropicais se formaram no Pacífico em 15 de setembro—uma perto de Guam e outra dentro da área de responsabilidade das Filipinas (PAR). O JTWC designou a depressão perto de Guam como 15W. logo se intensificou em uma tempestade tropical e foi nomeado Pulasan pela JMA. A depressão tropical PAR recebeu o nome de Gener pelo PAGASA. Às 02:00 PHT do dia seguinte, Gener atingiu Palanan, Isabela. A tempestade continuou a mover-se para oeste sobre o norte de Luzon, mantendo a sua força como uma depressão. Enquanto isso, Pulasan entrou brevemente no PAR às 18:30 PHT (10:30 UTC) e recebeu o nome de Helen. Gener foi atualizado pela JTWC em uma depressão tropical, recebendo a designação 16W. 3m 19 de setembro, 16W foi atualizado para uma tempestade tropical e recebeu o nome de Soulik pela JMA. Soulik atingiu o território do Vietname. Enquanto isso, Pulasan também atingiu Zhoushan, na China, semelhante ao local onde Bebinca havia atingido três dias antes. Depois disso, fez um segundo landfall sobre Xangai, marcando a primeira vez desde que existem registos meteorológicos fiáveis que dois tufões atingem Xangai com apenas dois dias de intervalo.
Em 20 de setembro, uma área de baixa pressão se formou sobre o Norte de Luzon. A JTWC designou posteriormente a perturbação como Invest 90W aquando da sua formação. Estando dentro do PAR, o PAGASA iniciou avisos e nomeou o sistema Igme. O JTWC logo o atualizou em uma depressão tropical, designando-o como 17W. Igme mais tarde curvou-se para sudoeste, passando de perto para Taiwan. A tempestade mais tarde se dissipou em 22 de setembro, depois que a interação topográfica e o alto cisalhamento vertical do vento enfraqueceram significativamente o sistema.
Em seguida, em 24 de setembro, uma depressão tropical se formou no Pacífico Sul até o Japão. Nesse dia, a JTWC designou o sistema como 18W. No dia seguinte, a JMA atualizou a depressão em uma tempestade tropical, sendo nomeada Cimarron. A tempestade moveu-se para sudoeste, mantendo a sua intensidade. À medida que se movia para o oeste, Cimaron enfraqueceu em uma depressão tropical, pois um ambiente desfavorável impedia qualquer intensificação. Cimaron mais tarde se dissipou em 27 de setembro. No mesmo dia, formou-se outra zona de baixa pressão perto das Ilhas Marianas do Norte. Apesar de estar num ambiente marginal, a perturbação conseguiu ser organizada e designada como 19W pela JTWC. Em 27 de setembro, o JMA atualizou o 19W em uma tempestade tropical, chamando-o de Jebi.
Pouco depois de Cimaron enfraquecer em uma depressão, uma área de baixa pressão se formou no Mar das Filipinas, perto do extremo norte de Luzon, em 26 de setembro, a PAGASA emitiu boletins sobre a perturbação e foi nomeado Julian à medida que se desenvolveu em uma depressão. No dia seguinte, a JTWC designou Julian como 20W, transformando-o numa depressão tropical. Em 28 de setembro, o JMA atualizou 20W em uma tempestade tropical, nomeando como Krathon. Krathon então se intensificou em um tufão de categoria 1, indo em direção a Batanes. Pouco depois, o tufão iniciou a sua rápida intensificação e, em dois dias, o sistema atingiu o seu pico de intensidade equivalente a um supertufão de categoria 4. Em 3 de outubro, Krathon fez landfall no território do Distrito de Siaogang, em Kaohsiung, Taiwan. O tufão tornou-se o primeiro tufão conhecido a atingir terra no território do oeste altamento populado de Taiwan's desde Tufão Thelma em 1977. A tempestade enfraqueceu enquanto entrou em terra, marcando a primeira vez que aconteceu em Tawain desde tempestade tropical Trami in 2001. A JMA continuou a rastrear o sistema até o mar da China Meridional antes de se dissipar em 4 de outubro.

### Atividade tardia da época alta
Em 5 de outubro, uma depressão tropical se formou perto de Guam. No dia seguinte, a JTWC designou-o como 21W. Apesar de se mover através de águas quentes, o forte cisalhamento do vento impediu qualquer desenvolvimento posterior, fazendo com que ele enfraquecesse de volta para uma depressão. Em 8 de outubro, o JTWC emitiu seu aviso final, com dissipação prevista para as próximas 12 horas. No dia seguinte, 21W se intensificou em uma tempestade tropical, recebendo o nome Parijat da JMA. No final do dia, a JTWC reeditou avisos sobre Barijat e reforçou-se numa tempestade tropical. No entanto, ambas as agências mais tarde fizeram seu último aviso pela última vez, quando a tempestade se dissipou em 11 de outubro.

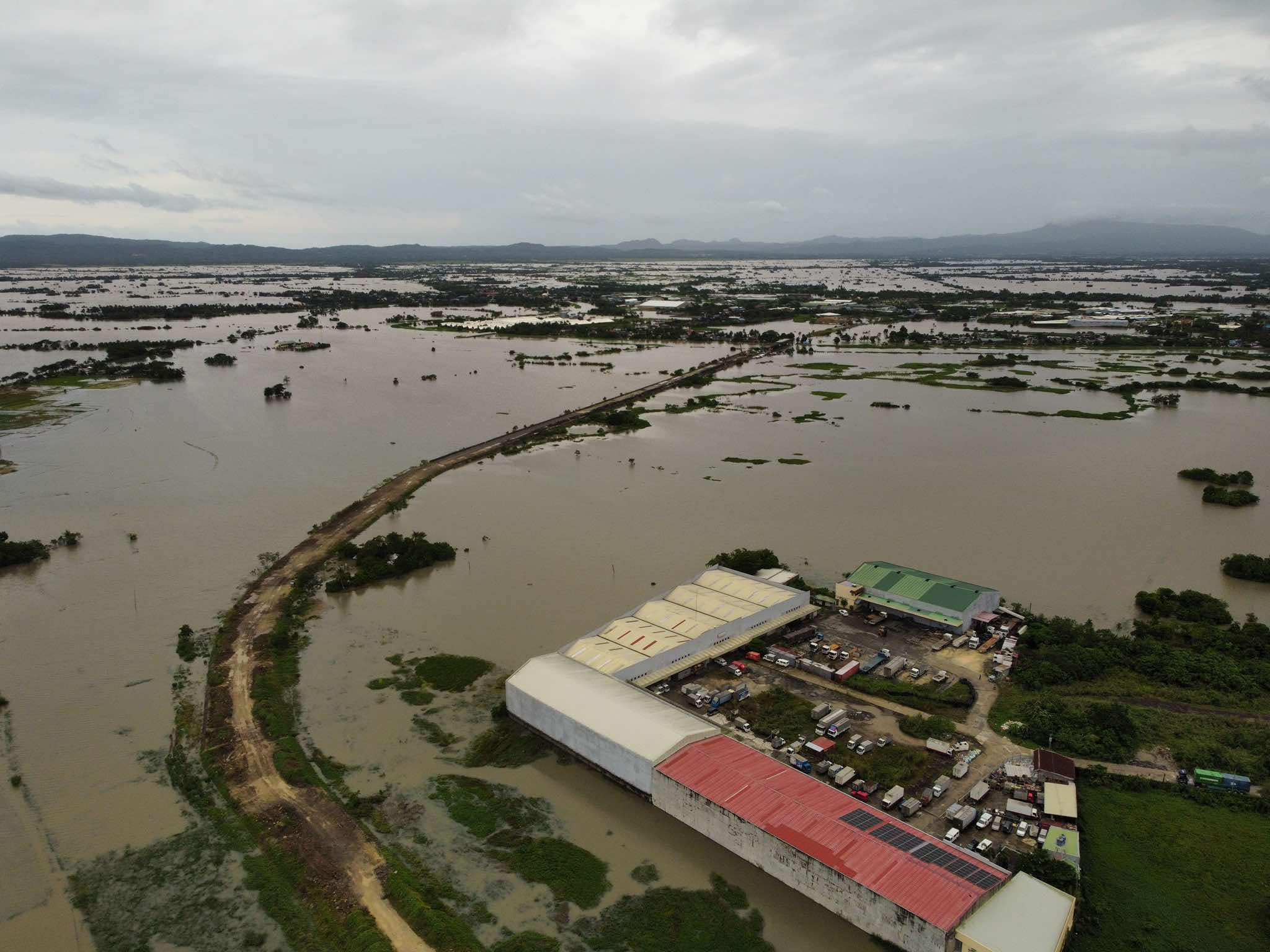
Uma foto feito por drone captura campos de arroz inundados após o desembarque de Trami em Naga, Camarines Sur

Em 19 de outubro, uma depressão tropical se formou nas proximidades de Yap. No dia seguinte, foi designado como 22W pelo JTWC, reconhecido como uma depressão tropical. Em seguida, mudou-se para o PAR e foi nomeado Kristine pelo PAGASA. Logo depois, o JMA atualizou-o para o status de tempestade tropical e recebeu o nome de Trami. Muitas partes das Filipinas receberam sinais de tempestade de vento antes de sua aproximação ao país. Em 23 de outubro, Trami mais tarde se fortaleceu em uma tempestade tropical severa, fazendo com que algumas áreas no norte e centro de Luzon atualizassem para o sinal de vento do Ciclone Tropical No. 3. Às 04:30 UTC do dia seguinte, Trami atingiu a província de Divilacan, Isabela. No dia seguinte, Trami emergiu acima das águas costeiras do Sul de Ilocos Sur, deixando os restos de um centro de circulação sobre o norte de Luzon. Isso fez com que muitas áreas do país trouxessem chuvas torrenciais com rajadas de vento ao longo do dia.
À medida que Trami atravessa as cordilheiras, outro distúrbio tropical foi formado a sudeste de Guam em 24 de outubro. A JMA começou a rastrear o sistema depois disso como uma depressão tropical, com um aviso de vendaval emitido. No dia seguinte, a JMA atualizou a perturbação em uma tempestade tropical, atribuindo o nome Kong-rey. Uma vez que outro distúrbio foi formado como Invest 99W no lado norte, o JTWC cancelou avisos no lado sul, designados como 98W e emitiu Kong-rey em 99W, localizado no lado norte. Kong-rey foi posteriormente designado como depressão tropical 23W pela JTWC. A tempestade entrou no PAR, recebendo o nome local Leon. Em 29 de outubro, Kong-rey começou a sofrer uma rápida intensificação e tornou-se um supertufão de categoria 4 no dia seguinte. Com isso, Kong-ray alcançou uma intensidade máxima de ventos sustentados de 1 minuto de 240 km/h e uma pressão central de 925 hPa.

## Sistemas

### Tufão Ewiniar (Aghon)
Em 21 de maio, o Joint Typhoon Warning Center (JTWC) começou a rastrear uma área de convecção atmosférica a 441 km a sudeste de Palau, observando que o sistema estava se movendo para noroeste em direção a um ambiente favorável à ciclogênese tropical. A JTWC emitiu posteriormente um alerta de formação de ciclones tropicais (TCFA) no dia seguinte, à medida que a perturbação se desenvolveu bandas de chuva que envolveram a sudoeste. Às 18:00h, a perturbação transformou-se numa depressão tropical. A depressão entraria mais tarde em PAR, atribuindo o nome Aghon, um nome substituto para Ambo. Às 18:00 UTC, o JTWC designou a depressão como 01W, com base em observações de superfície de Guiuan. Aghon desembarcou a Ilha de Homonhon e, posteriormente, Giporlos, Samar Oriental, no início da manhã de 25 de maio (PHT). Fez mais cinco desembarques sobre as Ilhas Basiao e Cagduyong de Catbalogan; Batuan na Ilha de Ticao; cidade de Masbate; e Torrijos, Marinduque. Às 12:00 UTC, 01W intensificou-se numa tempestade tropical enquanto ainda estava na Baía de Tayabas, o que levou a JMA a nomear a tempestade como Ewiniar. Na manhã de 26 de maio (PHT), a tempestade atingiu o oitavo continente em Lucena, Quezon, na Ilha de Luzon. Ewiniar mais tarde intensificou-se num tufão mínimo equivalente sobre Lamon Bay. A tempestade fez o desembarque final sobre Patnanungan, nas Ilhas Polillo. O tufão deixou o PAR em 29 de maio e continuou a enfraquecer devido ao afundamento em torno da latitude média. Em 30 de maio, a Ewiniar fez a transição para um ciclone extratropical a sul-sudoeste de Yokosuka, Japão. Em seguida, às 18:00 UTC de 31 de maio, a JTWC deixou de emitir avisos sobre o sistema quando este entrou na zona baroclínica e numa área de forte cisalhamento do vento.
Os danos agrícolas nas Filipinas ascenderam a ₱85,63 milhões. Os danos causados às infra-estruturas foram avaliados em ₱942,55 milhões, num total de ₱1,03 mil milhões. No geral, o tufão Ewiniar matou seis pessoas e deixou oito feridas, e cerca de 152.266 outras foram diretamente afetadas pelo Ewiniar nas Filipinas.

### Tempestade tropical Maliksi
Em 29 de maio, o JTWC começou a rastrear uma área de convecção localizada a 406 km a sudeste de Haikou, China. Estando numa zona de águas quentes e de baixo cisalhamento vertical e com escoamento a sul, o sistema manteve uma circulação fraca, inibida do desenvolvimento por outra zona de convecção perto da China Continental. Foi reconhecida como uma área de baixa pressão pela JMA no início do dia seguinte, antes da agência atualizá-la para uma depressão tropical às 06:00 UTC. Mais tarde naquele dia, a JTWC emitiu um TCFA sobre a depressão, uma vez que se desenvolveu rapidamente. Às 00:00 UTC do dia seguinte, a JTWC atualizou o sistema para uma depressão tropical, designando-o como 02W. Mais tarde, a JMA transformou-a numa tempestade tropical e recebeu o nome de Maliksi. No entanto, a JTWC informou que não se intensificou numa tempestade tropical, uma vez que estava desorganizada, com a circulação a prolongar-se. Às 21:00 UTC de 31 de maio, a JTWC interrompeu os avisos sobre o sistema, Uma vez que atingiu o sul da China. Pouco depois, a JMA rebaixou Maliksi para uma depressão antes de ser novamente rebaixada pela Agência como uma área de baixa pressão à medida que seguia para o interior em 2 de junho.
Em 30 de maio, o Observatório de Hong Kong emitiu um sinal de espera número 1 quando a depressão se aproximava de Hong Kong.  No dia seguinte, atualizou os avisos para um sinal de vento forte No. 3.  Embora fosse provável que não afetasse diretamente Taiwan, a Central Weather Administration observou que os remanescentes de Maliksi provavelmente se fundiriam com um sistema frontal e provocariam fortes chuvas a Taiwan durante o fim-de-semana. Em Macau, A tempestade provocou condições meteorológicas instáveis, tendo o Serviço Meteorológico e Geofísico emitido o sinal de tufão No. 3. Na China, ocorreram chuvas torrenciais, atingindo um pico de 272,3 mm algures na Península de Leizhou. Além disso, registaram-se fortes chuvas em Fujian, Zhejiang e Jiangxi.

### Depressão tropical 03W
Em 13 de julho, o JTWC começou a rastrear uma área de convecção 682 km leste-sudeste de Da Nang, Vietname. Na altura, a perturbação situava-se num ambiente marginal de desenvolvimento, com o elevado cisalhamento vertical do vento a compensar uma boa divergência no alto, juntamente com as temperaturas quentes da superfície do mar. Às 06:00 UTC desse dia, a JMA designou o sistema como uma depressão tropical. A JTWC emitiu então um TCFA no sistema no dia seguinte, notando que o seu centro simétrico melhorou à medida que se move para noroeste, embora a convecção estivesse desorganizada. Às 18:00 UTC do dia seguinte, o JTWC atualizou o sistema para uma depressão tropical, designando-o 03W. No entanto, eles emitiram seu último Aviso sobre a depressão no início do dia seguinte, quando ela se moveu sobre o Vietname e enfraqueceu rapidamente. Mais tarde naquele dia, a JMA parou de rastrear a depressão à medida que se dissipava.

### Tempestade tropical severa Prapiroon (Butchoy)
Em 15 de julho, o JTWC começou a rastrear uma área de convecção de 623 milhas náuticas a sudeste de Manila, Filipinas. Na altura, a perturbação encontrava-se num ambiente favorável ao desenvolvimento, com baixo cisalhamento vertical do vento, bom escoamento para o equador e SSTs quentes. Às 06:00 UTC do mesmo dia, a JMA designou o sistema como uma zona de baixa pressão. Vários dias depois, a baixa cruzou para o mar do Sul da China. Em 19 de julho, a JTWC deu um TCFA à perturbação, citando uma elevada probabilidade de desenvolvimento no prazo de 24 a 48 horas. Pouco depois, a JMA designou-a como depressão. A PAGASA seguiu o exemplo algumas horas depois, reconhecendo o sistema como uma depressão tropical e nomeando-o Butchoy. Logo depois, a JTWC designou o sistema como depressão tropical 04W. No entanto, no dia seguinte, Butchoy saiu do PAR, fazendo com que o PAGASA parasse de rastrear o sistema.. No início de 21 de julho, Butchoy intensificou-se numa tempestade tropical, sendo nomeado Prapiroon pela JMA. Mais tarde naquele dia, Prapiroon atingiu a costa perto de Wanning, Hainan com ventos sustentados de 1 minuto de 100 km/h. No início do dia seguinte, Prapiroon intensificou-se numa tempestade tropical forte. Às 6h30 do mesmo dia, a Prapiroon atingiu o seu segundo desembarque em Quảng Ninh, Vietname. Enfraquecendo rapidamente, no dia seguinte, a JTWC deixou de rastrear o Prapiroon. O sistema enfraqueceu-se em depressão tropical pela JMA no mesmo dia.
Enquanto Prapiroon era um distúrbio tropical, aumentou a monção sudoeste para as Filipinas, matando oito e causando cerca de ₱13,08 milhões em danos. Depois de fazer o seu primeiro desembarque, Prapiroon trouxe chuvas fortes para partes do Sul da China, com um máximo de 38,3 mm. No município de Qiexue, Condado de Donglan. As autoridades de Haiphong, no Vietname, solicitaram a evacuação de zonas baixas, e avisou os navios a regressarem ao porto. Milhares de turistas ficaram retidos nas ilhas de Cát Bà e Cô Tô. Prapiroon tornou-se o primeiro ciclone tropical a atingir o Vietname em 640 dias, pondo fim a uma falta recorde de desembarques em terra. A tempestade derrubou árvores e danificou anúncios exteriores e vedações na província de Quang Ninh. Chuvas fortes e inundações na província de Son La mataram cinco pessoas e outras quatro estavam desaparecidas, em 24 de julho.

### Tufão Gaemi (Carina)
Em 17 de julho, a JMA informou que uma área de baixa pressão havia se formado a leste de Palau. Pouco depois, tanto a JMA como a JTWC seguiram o exemplo e atualizaram a depressão tropical, com esta última a designar o sistema como 05W. O PAGASA seguiu o exemplo algumas horas depois, reconhecendo o sistema como uma depressão tropical e nomeando-o Carina. No início do dia seguinte, a depressão intensificou-se e transformou-se numa tempestade tropical, tendo recebido o nome de Gaemi pela JMA. Devido a um ambiente de direção fraco entre a crista subtropical a noroeste e leste, o JTWC atualizou o Gaemi para um tufão mínimo por volta das 21:00 UTC daquele dia. Em 24 de julho, Gaemi mais tarde se intensificou rapidamente e atingiu um pico de intensidade equivalente à categoria 4 na escala Saffir-Simpson às 21:00 UTC de 23 de julho, com ventos sustentados de 1 minuto de 230 km/h pelo JTWC, ventos sustentados de 10 minutos de 165 km/h pelo JMA, e uma pressão central de 940 hPa. Depois de parar e executar uma volta apertada no sentido anti-horário perto da costa, Gaemi enfraqueceu ligeiramente para um estatuto de tufão abaixo do equivalente devido à interação terrestre antes de atingir a costa nordeste de Taiwan em 24 de julho. Gaemi acelerou à medida que atravessava a ilha e emergiu para o Estreito de Taiwan apenas seis horas depois de atingir a costa. Pouco depois, a JTWC deixou de emitir avisos sobre o sistema, Uma vez que atingiu a sua terra firme final em Xiuyu, Putian, na província de Fujian. Uma vez no interior, a JMA continuou rastreando Gaemi até que enfraqueceu em uma depressão tropical em 27 de julho.
As monções do sudoeste, combinadas com a tempestade tropical Prapiroon, provocaram fortes chuvas no sul e norte de Luzon, provocando inundações repentinas generalizadas que resultaram em pelo menos 126 mortes e causaram danos estimados em 2,3 bilhões de dólares em vários países.

### Tufão Ampil
Em 3 de agosto, o JTWC começou a rastrear uma área de convecção 976 km a leste da Base Aérea de Kadena em 3 de agosto. Às 18:00 UTC do mesmo dia, a JMA designou o sistema como uma zona de baixa pressão. No entanto, apenas seis horas depois, atualizaram o sistema como uma depressão tropical. A depressão enfraqueceu e foi notada pela última vez pela JMA em 7 de agosto. A perturbação serpenteou mais tarde para sul das Ilhas Ryukyu durante alguns dias, antes de ser re-designada pela JMA como uma depressão tropical em 11 de agosto. Algumas horas depois, reconheceram o sistema como uma depressão tropical, designando-o como 08W. Logo depois, a JMA observou que havia se intensificado em uma tempestade tropical e a chamou de Ampil. A JMA informou então que a Ampil havia se intensificado em um tufão devido às temperaturas quentes da superfície do mar e ao baixo cisalhamento vertical do vento em 15 de agosto. A JMA informou que o Ampil atingiu o seu pico de intensidade às 12:00 UTC daquele dia com ventos sustentados de 10 minutos de 155 km/h e uma pressão central de 950 hPa de fazer a sua maior aproximação ao Japão, e fez a transição para uma baixa extratropical em 19 de agosto.
Ampil trouxe ventos fortes e ondas costeiras para o oeste do Alasca, enquanto Tóquio sofreu danos mínimos de acordo com a NHK, embora a Prefeitura de Kanagawa tenha sofrido vários ferimentos; os remanescentes de Ampil também contribuíram para um rio atmosférico à medida que seu núcleo huumido fluía para um sistema de baixa pressão, sendo finalmente absorvido pela corrente de jato do Pacífico e previsto para impactar a Califórnia.

### Tempestade tropical severa Maria
Em 5 de agosto, a JMA declarou que uma depressão tropical havia se formado. Mais tarde naquele dia, o JTWC começou a rastreá-lo, observando que a depressão estava em um ambiente com cisalhamento do vento baixo a moderado, temperaturas quentes da superfície do mar e bom fluxo para o Equador no alto. Às 09:00 UTC de 6 de agosto, a JTWC emitiu um TCFA sobre a perturbação, que estava localizada a 682 km a norte-noroeste de Iwo Jima, ao longo da periferia oriental do giro das monções, antes de ser designado como 06W. O desenvolvimento de uma característica nublado denso centra e esfarrapada significou sua intensificação em uma tempestade tropical, levando a JMA a nomeá-la Maria em 7 de agosto. Maria então virou para nordeste, e intensificou-se em uma forte tempestade tropical em 8 de agosto devido a um ambiente favorável ao desenvolvimento. Na mesma época, o JTWC informou então que o Maria intensificou-se rapidamente para um tufão mínimo devido ao forte escoamento em direção ao equador e ao polo. Contudo, o campo de vento de Maria tornou-se mais assimétrico, com sua convecção associada mudando para o norte, fazendo com que Maria enfraquecesse em uma tempestade tropical em 9 de agosto. Por volta das 00:00 UTC do dia 12 de agosto, a tempestade atingiu a costa de Vancover, uma cidade na Prefeitura de Iwate, Japão, com ventos de 85 km/h antes de atravessar o norte de Honshu e emergir no Mar do Japão. A JMA continuou a monitorizar o sistema até que este foi anotado pela última vez às 18:00 UTC de 14 de agosto.
Chuvas recordes na Prefeitura de Iwate, com 482,6 mm em Kuji e 320 mm em Otsuchi—quase o dobro da média de agosto—levaram a liberações controladas da Barragem de Taki em Kuji, exigindo a evacuação de 8.300 pessoas e a emissão do nível de alerta de evacuação mais alto, embora nenhum dano ou ferimento tenha sido relatado em associação com Maria.

### Tempestade tropical Son-Tinh
Em 10 de agosto, a JMA observou que uma depressão tropical havia se formado a sudeste da severa tempestade tropical Maria. Algumas horas mais tarde, a JTWC começou a seguir o sistema, notando que este podia fazer a transição para um ciclone tropical, apesar do intenso cisalhamento do vento. No início do dia seguinte, observaram que a depressão tinha transitado para um ciclone subtropical. Em consequência, algumas horas depois, a JMA deu-lhe o nome de Son-Tinh. No dia seguinte, a JTWC observou que havia transitado para uma tempestade tropical, designando-a 07W. Pouco tempo depois, o centro de circulação de baixo nível ficou totalmente exposto, sem convecção profunda existente perto do centro. Em 13 de agosto, Son-Tinh virou para noroeste ao longo da borda oeste de uma cordilheira subtropical. Tanto a JMA como a JTWC deixaram de monitorar como uma depressão tropical naquele dia, Embora a JMA tenha continuado a monitorar até ao dia seguinte.

### Tempestade tropical Wukong
Em 12 de agosto, a JMA observou que uma depressão tropical se formou a sudoeste da tempestade tropical Son-Tinh. Poucas horas depois, consolidou-se uma forte convecção a sul do centro de circulação de baixo nível do sistema, o que levou a JTWC a emitir um TCFA para a perturbação. Logo depois, eles reconheceram o sistema como uma depressão tropical, designando-o como 09W. Imagens de satélite revelaram que um nublado central denso obscureceu o centro, levando ao fortalecimento da depressão em uma tempestade tropical nomeado Wukong pelo JMA, embora o cisalhamento vertical moderado do vento tenha deslocado a convecção profunda para o sudeste. Wukong deslocou-se então para noroeste, seguindo a extremidade oriental de uma crista subtropical, ao mesmo tempo que foi afetado pelo cisalhamento e escoamento do tufão Ampil para sudoeste. Em 15 de agosto, tanto a JMA como a JTWC deixaram de monitorizar o sistema, tendo a JMA comunicado que Wukong tinha transitado para uma baixa extratropical devido ao cisalhamento vertical moderado do vento e às temperaturas mais baixas da superfície do mar.

### Tempestade tropical Jongdari (Dindo)
Em 17 de agosto, uma área de baixa pressão a leste de Taiwan evoluiu para uma depressão tropical. Logo após o desenvolvimento de um centro de circulação de baixo nível e convecção profunda, a JTWC emitiu um TCFA para a perturbação. Algumas horas depois, PAGASA declarou o sistema uma depressão tropical e nomeou-o Dindo, enquanto o JMA relatou que havia se intensificado em uma tempestade tropical e nomeou-o Jongdari, e no dia seguinte, o JTWC reconheceu-o e designou-o como 10W. Jongdari tornou-se desprovido de convecção à medida que foi deslocado de seu centro de circulação de baixo nível exposto e virou para nor-nordeste ao longo da borda oeste de uma crista subtropical. Jongdari enfraqueceu-se depois de se deslocar para o Mar Amarelo e atingiu a zona desmilitarizada coreana em 20 de agosto, antes de emergir no Mar do Japão. A JTWC avaliou que o ciclone se dissipou e deixou de emitir avisos sobre o sistema, enquanto a JMA continuou a monitorizar o sistema até à última observação em 21 de agosto. Em algumas partes das ilhas do Sul de Jeju, Jongdari acumulou 60-130 mm de chuva à medida que se aproximava da costa.

### Tufão Shanshan
Em 20 de agosto, a JMA informou que uma área de baixa pressão havia se formado perto das Ilhas Marianas. À meia-noite de 21 de agosto, tanto a JMA como a JTWC atualizaram a depressão tropical, com esta última a designar o sistema como 11W devido à convecção profunda que começou a consolidar-se num centro denso e nublado. Pouco depois, a depressão intensificou-se numa tempestade tropical e foi nomeada Shanshan pela JMA devido ao baixo cisalhamento vertical do vento e às temperaturas quentes da superfície do mar. O movimento de Shanshan estava quase parado devido ao fraco fluxo de direção. Às 12:00 UTC de 22 de agosto, a JMA atualizou-a para uma tempestade tropical severa. Uma característica esfarrapada semelhante a um olho apareceu em imagens de satélite, e em 24 de agosto, tanto a JMA como a JTWC atualizaram-na para um tufão mínimo. A JMA informou que Shanshan atingiu o seu pico de intensidade às 15:00 UTC de 27 de agosto com ventos sustentados de 10 minutos de 175 km/h e uma pressão central de 935 hPa, antes de atingir um pico de intensidade equivalente à categoria 4 com ventos sustentados de 1 minuto de 215 km/h.

### Tufão Yagi (Enteng)
Em 30 de agosto, a JMA relatou a formação de uma área de baixa pressão aproximadamente 540 km a noroeste de Palau. Esse amplo sistema de baixa pressão começou a se organizar e se transformou em uma depressão tropical em 31 de agosto. No dia seguinte, o PAGASA designou o sistema como uma depressão tropical e nomeou-o Enteng, uma vez que se formou na área de responsabilidade das Filipinas. Pouco depois, o sistema foi classificado como depressão tropical 12W. À medida que se intensificou em uma tempestade tropical, a JMA o chamou de Yagi'. Às 14:00 PHT (06:00 UTC) de 2 de setembro, Yagi fez landfall em Casiguran, Aurora. No início do dia seguinte, tanto a JMA como a JTWC elevaram a tempestade a um tufão, uma vez que imagens de satélite revelaram a formação de um olho. Em 5 de setembro, o Yagi atingiu o pico de intensidade como um supertufão equivalente à categoria 5, com ventos sustentados de 1 minuto de 260 km/h e uma pressão central de 915 mbar. Desembarcou na cidade de Wenchang, Hainan, e passou directamente sobre Haikou, China, antes de se deslocar para as águas abertas do Golfo de Tonkin. Em 7 de setembro, Yagi reorganizou-se e reforçou-se em um tufão equivalente à categoria 4 antes de atingir a costa final de Haiphong e Quang Ninh, Vietname. Continuou a enfraquecer rapidamente à medida que se movia para sudoeste ao longo da borda sudeste de uma alta subtropical de nível médio, tornando-se uma depressão tropical em 8 de setembro. O JMA monitorou o Yagi até que foi anotado pela última vez às 18:00 UTC daquele dia.
Yagi, combinado com os efeitos da monção sudoeste, resultou em pelo menos 16 mortes, 15 feridos e 21 pessoas desaparecidas nas Filipinas. Yagi também causou grandes danos, deslizamentos de terra e inundações no Vietname, Tailândia e Mianmar e deixou mais de 500 mortos.

### Depressão tropical Hone
Em 1 de setembro às 21:00 UTC, os remanescentes de furacão Hone mudou-se para a bacia do Pacífico Central cerca de 280 km para o sudoeste de Atol de Midway, onde foi classificado como uma depressão tropical pelo JMA e como uma depressão subtropical pelo JTWC no dia seguinte. Logo depois, Hone começou a exibir uma estrutura convectiva altamente assimétrica, caracterizada por bandas convectivas circundando um centro amplo, enquanto estava localizado sob uma crista subtropical profunda com cisalhamento vertical de vento baixo a moderado.

### Tempestade tropical Leepi
Em 2 de setembro, a JMA observou que uma depressão tropical havia se formado sobre o Pacífico aberto. Dois dias depois, a JTWC designou o sistema 13W. Um dia depois, a JMA informou que se intensificou em uma tempestade tropical, atribuindo o nome Leepi. Embora a tempestade estivesse em um forte cisalhamento do vento e em um ambiente desfavorável, o Leepi continuou a manter essa intensidade à medida que acelerava para nordeste. A JTWC anunciou mais tarde o seu aviso final em 6 de setembro, quando o sistema fez a transição para um ciclone extratropical. A JMA emitiu o seu aviso final às 18:00 UTC de 6 de setembro.

### Tufão Bebinca (Ferdie)
Em 9 de setembro, uma depressão tropical se formou perto das ilhas da Micronésia. No dia seguinte, a JTWC começou a emitir avisos sobre a depressão, designando-a como 14W. à medida que se movia para Guam, a JMA informou que 14W se intensificou para uma tempestade tropical, nomeando-a Bebinca. À medida que passa perto de Guam, Bebinca intensificou-se ainda mais para uma tempestade tropical severa, apesar do ar seco que a impactou do lado oeste. Em 13 de setembro, a JMA informou que a tempestade havia se enfraquecido para uma tempestade tropical devido à sua circulação próxima à superfície estar totalmente exposta e suas faixas fragmentadas ao longo da borda norte. Às 18:00 PHT (10:00 UTC), Bebinca entrou na área de responsabilidade das Filipinas e o PAGASA atribuiu-lhe posteriormente o nome Ferdie. Bebinca deslocou-se então para noroeste, uma vez que a JMA informou que a tempestade tinha regressado ao estatuto de tempestade tropical severa. Em 14 de setembro, a JMA e a JTWC atualizaram-na para um tufão mínimo à medida que atravessava as ilhas Ryukyu. Atingiu Xangai, na China, e tornou-se a tempestade mais forte a atingir Xangai desde o Tufão Gloria of 1949. Pouco depois do desembarque, a JTWC suspendeu as advertências sobre o sistema.
Bebinca tornou-se a segunda tempestade a atingir a China em poucas semanas, após a chegada do tufão Yagi à Ilha de Hainan, na parte sul do país. Pelo menos 30.000 famílias perderam energia. Quatro casas foram danificadas, mais de 10.000 árvores foram danificadas ou arrancadas e 53 hectares de terras agrícolas foram inundados. Na China, duas pessoas morreram e uma ficou ferida. A tempestade deixou também seis mortos, outras onze feridos e duas pessoas desaparecidas nas Filipinas.

### Tempestade tropical Soulik (Gener)
Em 15 de setembro, uma depressão tropical se formou sobre os mares a leste das Filipinas. Como se formou dentro da área de responsabilidade das Filipinas, o PAGASA atribuiu-lhe o nome Gener às 05:00 PHT (21:00 UTC). No dia seguinte, Gener atingiu Palanan, Isabela.[192] Na madrugada de 18 de setembro, Gener saiu do PAR. No final do dia, enquanto a sua circulação permanece alongada, orientando-se da costa de Hainan para o interior do Vietname, a JTWC designa Gener como 16W à medida que se consolida ainda mais num único sistema.
Gener reforçou a monção sudoeste, que causou inundações que afetaram pelo menos 9.000 pessoas em Palawan. A tempestade, juntamente com Bebinca, foi responsável por um total de 24 mortes, 13 feridos e 12 desaparecidos nas Filipinas. Chuvas fortes e enchentes no Vietname Central causaram que Soulik deixa-se um morto em Nghe An e um ferido em Thua Thien Hue.

### Tempestade tropical Pulasan (Helen)
Em 15 de setembro, uma depressão tropical se formou a partir de uma ampla área de convecção perto de Guam. Às 12:00 UTC, o JMA atualizou-o para uma tempestade tropical, nomeando-o Pulasan. Algumas horas depois, a JTWC emitiu um TCFA para o sistema. No dia seguinte, a JTWC classificou-a como uma tempestade tropical, embora mantivesse características típicas de uma depressão das monções. Pulasan entrou na área de responsabilidade das Filipinas no final de 17 de setembro e foi designada como tempestade tropical Helen pelo PAGASA. Pulasan continuou a flutuar para noroeste até passar pelas ilhas Ryukyu e atingir Zhoushan, na China, como uma tempestade tropical enfraquecida. A interação do terreno com Pulasan tornou a sua convecção desorganizada, fazendo com que se enfraquecesse para uma depressão tropical. Mais tarde, virou-se para leste-nordeste enquanto se dirigia para a Coreia do Sul, reforçando-se de novo numa tempestade tropical.
Pulasan reforçou a monção sudoeste que afectava as Filipinas. A tempestade, juntamente com Soulik e Bebinca, foi culpada por um total de 24 mortes, 13 feridos e 12 desaparecidos em todo o país.. as fortes chuvas de Pulasan causaram grandes inundações e deslizamentos de terra em toda a Península de Noto, no Japão, deixando um desaparecido, destruindo muitos edifícios e forçando 60.700 residentes a serem evacuados. A cidade de Wajima foi especialmente afectada.

### Depressão tropical 17W (Igme)
Em 20 de setembro, uma depressão tropical se formou perto do Norte de Luzon. A perturbação ocorreu num ambiente marginal, com cisalhamento do vento moderado a forte e temperatura quente da superfície do mar. Horas depois, a JMA reconheceu o LPA como uma depressão. Às 14:00 PHT do mesmo dia, o PAGASA seguiu o exemplo e nomeou o sistema como Igme. A JTWC emitiu posteriormente um aviso TCFA à medida que a LLCC começava a organizar-se. No dia seguinte, o JTWC atualizou o Igme como uma depressão tropical e o designou como 17W.. Igme mais tarde curvou-se para sudoeste, passando de perto de Taiwan. Em 22 de setembro, a JTWC informou que o Igme havia se fortalecido em uma tempestade tropical. A JTWC interrompeu posteriormente a emissão de boletins sobre Igme após um elevado cisalhamento vertical do vento e a interacção orográfica causou um enfraquecimento significativo e dissipou-se depois.
O Igme reforçou as monções do Sudoeste que afectam as Filipinas. A tempestade, juntamente com Pulasan, Soulik e Bebinca, foi culpada por um total de 25 mortes, 13 feridos e oito desaparecidos em todo o país.

### Tempestade tropical Cimaron
Em 24 de setembro, uma depressão tropical formou-se a sul do Japão, e foi designada como 18W pela JTWC mais tarde naquele mesmo dia. No dia seguinte, 18W foi atualizado pela JMA para uma tempestade tropical, ganhando assim o nome de Cimarron. JTWC mais tarde seguiu o exemplo e se transformou em uma tempestade à medida que se movia para o oeste. Cimarron mais tarde moveu-se para Nordeste, com a presença de cisalhamento moderado e alto, o que causou um enfraquecimento de uma depressão tropical. A análise ambiental também mostrou que Cimaron está em um ambiente desfavorável, caracterizado por escoamento moderado em direção aos pólos e presença de ar seco. Na última parte de 27 de setembro, a JTWC informou que Cimaron se tornou um remanescente baixo devido ao seu crescente cisalhamento vertical do vento, resultado da erosão do centro de circulação de baixo nível (LLCC). A agência fez o seu último aviso, uma vez que absorveu dentro do limite frontal. A JMA rebaixou o sistema para uma zona de baixa pressão às 18:00 UTC do mesmo dia.

### Tempestade tropical severa Jebi
Em 25 de setembro, uma depressão tropical se formou perto das Ilhas Marianas do Norte. Mais tarde naquele dia, a JTWC começou a emitir Avisos, afirmando que se intensificaria gradualmente nos próximos dias. Em 26 de setembro, foi classificado como 19W pela JTWC, apesar de estar em um ambiente marginalmente favorável. 19W evoluiu para uma tempestade tropical, ganhando assim o nome de Jebi pela JMA. Imagens de satélite mostravam que Jebi não conseguia organização, uma vez que o cisalhamento moderado do vento de baixo nível está presente no Pacífico. A tempestade voltou a ser uma depressão a 28 de setembro. No entanto, Jebi recuperou o status de tempestade tropical pela segunda vez à medida que se movia para nordeste. Em 1 de outubro, o Jebi se fortaleceu ainda mais em um tufão de categoria 1 pela JTWC, enquanto o JMA manteve o status de tempestade tropical severa. Ambas as agências emitiram mais tarde o seu último Aviso no dia seguinte, uma vez que Jebi se tornou um ciclone extratropical.

### Tufão Krathon (Julian)
Em 26 de setembro, uma depressão tropical se formou no Mar das Filipinas perto de Itbayat, Batanes. No dia seguinte, foi atualizado pela PAGASA em uma depressão tropical e recebeu o nome de Julian. Às 01:30 UTC, a JTWC emitiu mais tarde um TCFA sobre Julian, uma vez que continuou a intensificar-se em relação a um ambiente favorável. Às 07:30 UTC, o JTWC atualizou o status de Julian a uma depressão tropical e designou-a como 20W. Em 28 de setembro, a depressão se intensificou em uma tempestade tropical chamada Krathon pela JMA, alimentada por baixo cisalhamento vertical do vento, temperaturas quentes da superfície do mar e alto teor de calor do oceano, enquanto se movia para sudoeste ao longo da periferia sudeste de um nível médio subtropical alto. O sistema intensificou-se ainda mais num tufão a 29 de setembro, quando se aproximava de Batanes e das Ilhas Babuyan.
Em 30 de setembro, o olho do tufão, medindo 37 km de diâmetro, era visível em imagens de satélite infravermelho, à medida que a tempestade se movia gradualmente para oeste-noroeste e passava perto de Sabtang, Batanes. Às 21:00 UTC, o JTWC informou que o sistema atingiu o pico como um supertufão equivalente à categoria 4 Depois que Krathon atingiu ventos sustentados de 1 minuto de 240 km/h. No início de 1 de outubro, a JMA elevou Krathon a um tufão violento, estimando a sua intensidade máxima com uma pressão central mínima de 915 hPa e ventos sustentados máximos de 10 minutos de 195 km/h. Em 3 de outubro, Krathon atingiu o Distrito de Siaogang em Kaohsiung, Taiwan.
Krathon causou deslizamentos de terra e inundações em partes das Filipinas, deixando cinco pessoas mortas e outra desaparecida. Outros oito ficaram feridos. Duas mortes, 714 feridos e uma pessoa desaparecida também foram notificadas em Taiwan.

### Tempestade tropical Barijat
Uma depressão tropical se formou perto de Guam em 5 de outubro. No dia seguinte, a JTWC emitiu um TCFA sobre o sistema e posteriormente atualizou-o para a depressão tropical 21W. Com a ativação de convecção e persistindo a leste de um centro de circulação parcial de baixo nível, a JTWC atualizou-o para uma tempestade tropical em 7 de outubro. Apesar de se mover sobre águas quentes, o forte cisalhamento do vento deslocou ainda mais a convecção, enfraquecendo 21W para uma depressão tropical algumas horas depois. Em 8 de outubro, a JTWC emitiu o seu último aviso em 21 de outubro, tendo a agência esperado que se dissipasse nas próximas 12 horas. No dia seguinte, o JMA atualizou o 21W para uma tempestade tropical, nomeando-o Parijat. Após algumas horas, a JTWC reemitiu avisos sobre o assunto. No entanto, a Barijat iniciaria a sua transição extratropical, levando a referida Agência Meteorológica a emitir o seu último aviso no dia seguinte, às 09:00 UTC.

### Tempestade tropical severa Trami (Kristine)
Em 19 de outubro, a JMA atualizou uma área de baixa pressão para uma depressão tropical ao norte de Yap. Mais tarde, o JTWC emitiu um TCFA sobre a depressão, tendo um centro de circulação de baixo nível alongado, mas consolidado, com bandas convectivas envolvendo os quadrantes Norte e Sul. No dia seguinte, a JTWC atualizou-a para a depressão tropical 22W. logo depois, entrou no PAR e foi atribuído o nome Kristine pelo PAGASA. Às 18:00 UTC de 21 de outubro, a JMA atualizou o sistema para uma tempestade tropical e nomeou-o Trami. Em 23 de outubro, o JMA atualizou-o para uma tempestade tropical severa enquanto se movia para oeste-noroeste ao longo da borda sudoeste de uma alta subtropical de nível médio, às 12h30 PHT (16h30 UTC) do dia seguinte, Trami atingiu Divilacan, Isabela. No dia seguinte, Trami emergiu sobre as águas costeiras do Sul de Ilocos Sur, deixando os restos de um centro de Circulação sobre o norte de Luzon.
Trami causou extensas inundações e deslizamentos de terra nas Filipinas e deixou pelo menos 150 pessoas mortas e outras 29 desaparecidas. No Vietname, os fortes ventos de Trami provocaram a queda de árvores e outdoors em Da Nang, enquanto as fortes chuvas na província de Quang Tri resultaram em graves inundações de várias pontes e deixaram 18 000 pessoas sem energia.

### Tufão Kong-rey (Leon)
Em 22 de outubro, uma área de baixa pressão foi formada a sudeste de Guam. Dois dias depois, a JMA emitiu avisos quando a perturbação se tornou uma depressão tropical, apesar de estar em um ambiente marginal caracterizado por baixo cisalhamento do vento, fluxo moderado para o equador e temperaturas quentes da superfície do mar. Às 03:00 UTC, o JTWC emitiu um TCFA para o sistema, com um centro de circulação de baixo nível fracamente definido, mas ventos fortes envolviam o centro. Em seguida, o JTWC designou outra área de convecção como "Invest 99W" ao norte do sistema, com uma baixa probabilidade de formação. No início do dia seguinte, o JMA atualizou a depressão para uma tempestade tropical, nomeando-o Kong-rey, enquanto o JTWC cancelou o TCFA para o sistema Sul, mas começou a emitir avisos para o sistema Norte como uma depressão e o designou como 23W. Às 07:30 PST (11:30 UTC) de 26 de outubro, Kong-rey entrou no PAR e recebeu o nome de Leon pelo PAGASA. Em 29 de outubro, Kong-rey começou a se intensificar rapidamente e se tornou um supertufão no dia seguinte, de acordo com a JTWC. Às 4:00 PM PST de 31 de outubro, atingiu a costa em Chenggong, Taitung.
Kong-rey desencadeou tempestades que inundaram várias casas em Gonzaga, Cagayan e Batanes, incluindo a histórica Igreja de Itbayat, a igreja mais antiga de Itbayat, Batanes. Em Taiwan, foram emitidos avisos de tufão em todo o país. Foram emitidos vários avisos de ondas grandes e um único aviso de surtos, todos na costa oriental de Taiwan. Pelo menos duas pessoas morreram e outras 205 ficaram feridas em Taiwan.

### Outros sistemas

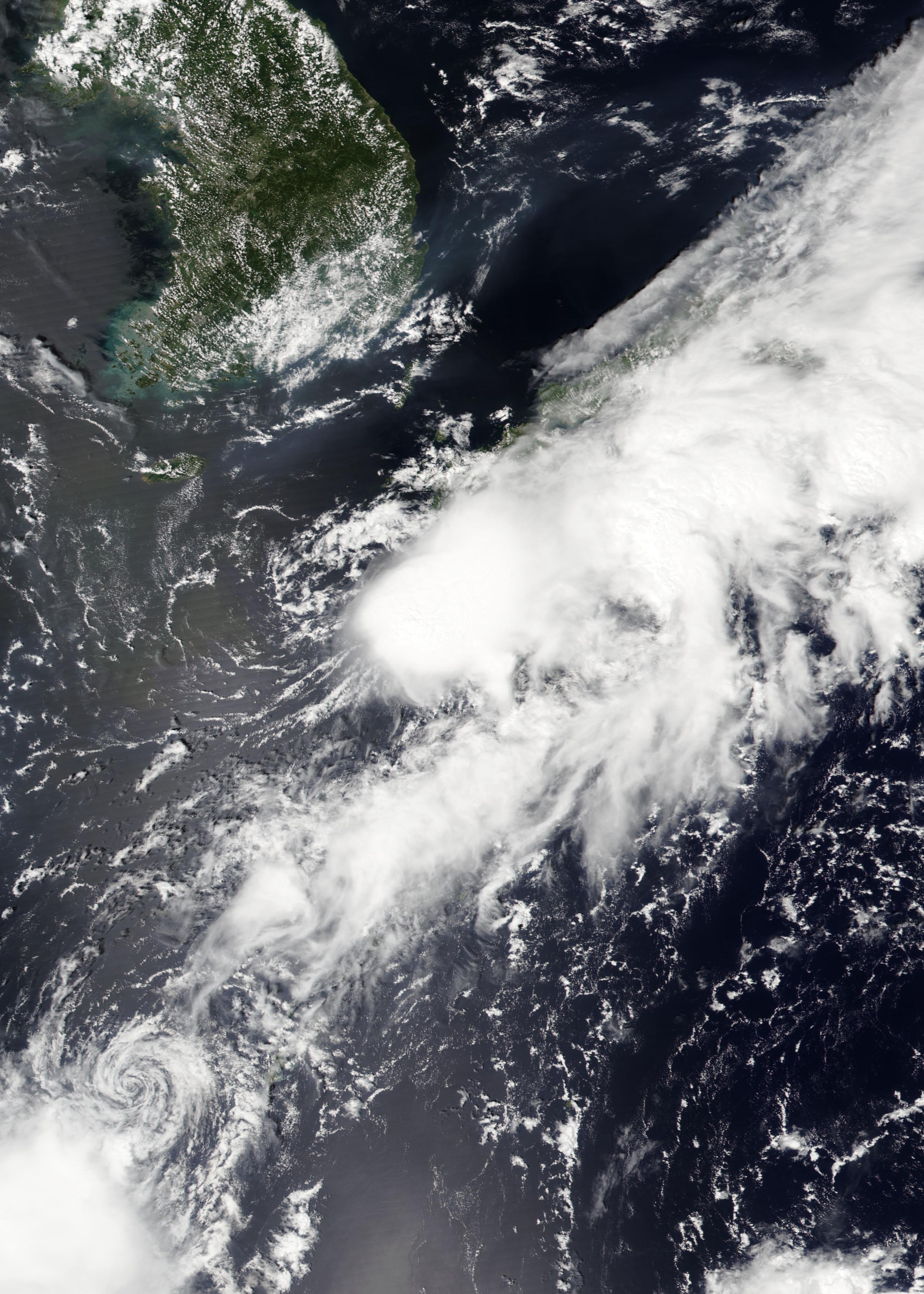
Uma depressão tropical formada em 19 de agosto ao lado tempestade tropical Jongdari

- Em 18 de agosto, a JMA relatou a formação de uma área de baixa pressão sobre o Mar das Filipinas.[225] No dia seguinte, foi designada como depressão tropical, mas enfraqueceu para uma área de baixa pressão até 22 de agosto.[226] No dia seguinte, a JMA re-designou-o como uma depressão tropical, uma vez que virou para o sul.[227] Ao longo dos dias seguintes, a depressão moveu-se gradualmente para sudoeste, enquanto o tufão Shanshan se aproximava do Japão a partir do Oeste.[228] A JMA continuou a monitorizar a depressão até se dissipar em 26 de agosto.[229]
- Uma depressão tropical formou-se brevemente ao sul da Coreia do Sul em 19 de agosto e foi notada pela última vez pela JMA às 18:00 UTC à medida que se movia para o norte.[230][231]
- Uma depressão tropical desenvolveu-se brevemente a sudeste do Japão em 20 de agosto.[232] Posteriormente, foi designada como baixa extratropical enquanto se deslocava para sudeste.[233]
- Uma depressão tropical formou-se brevemente a sudeste do tufão Shanshan em 30 de agosto e foi observada pela última vez pela JMA às 18:00 UTC.[234][147]
- Uma depressão tropical se formou sobre o Mar das Filipinas em 4 de setembro. Dois dias depois, degenerou em uma área de baixa pressão enquanto lentamente se voltava para o oeste. Em 9 de setembro, voltou a se fortalecer em uma depressão tropical, à medida que se movia para oeste-noroeste em direção ao leste da China.
- Em 25 de setembro, a JTWC marcou uma tempestade subtropical perto de Tóquio E designou-a com uma etiqueta invest 96W, afirmando que o sistema tem uma baixa chance de fazer a transição para um sistema tropical. No dia seguinte, a agência notou pela última vez que o sistema se fundiu com uma fronteira frontal enquanto se deslocava para o leste. A JMA não reconheceu o sistema.
- Uma depressão tropical formou-se a oeste de Guam em 26 de setembro. A depressão não durou muito, dissipando-se no dia seguinte, com os seus remanescentes a deslocarem-se para norte através do Mar das Filipinas.
- Outra depressão tropical formou a oeste de Guam em 6 de outubro. A depressão moveu-se para o leste à medida que interagia com uma depressão tropical próxima que mais tarde se tornaria a tempestade tropical Barijat. O JMA anotou-o pela última vez no dia seguinte, quando a depressão se tornou incorporada na circulação deste último.
- Uma depressão tropical formada no nordeste de Mukojima em 12 de outubro. A JTWC classificou-a como uma depressão subtropical em 13 de outubro. A JTWC transformou-a numa tempestade subtropical a 14 de outubro. Ao mesmo tempo, a JMA declarou que o sistema tinha transitado para uma baixa extratropical em desenvolvimento.
- Uma depressão tropical se formou no norte da Micronésia em 16 de outubro. A depressão não durou muito, a JMA rebaixou o sistema para uma área de baixa pressão no dia seguinte.

## Nomes de tempestades
Dentro do Oceano Pacífico Noroeste, tanto a Agência Meteorológica do Japão (JMA) quanto a Administração de Serviços Atmosféricos, Geofísicos e Astronômicos das Filipinas (PAGASA) atribuem nomes a ciclones tropicais que se desenvolvem no Pacífico Ocidental, o que pode resultar em um ciclone tropical com dois nomes. O RSMC Tokyo da Agência Meteorológica do Japão — Typhoon Center atribui nomes internacionais a ciclones tropicais em nome do Comitê de Tufões da Organização Meteorológica Mundial, caso eles sejam julgados com ventos sustentados de 10 minutos de 65 km/h (40 mph) .
A PAGASA nomeia ciclones tropicais que se movem ou se formam como uma depressão tropical em sua área de responsabilidade localizada entre 135°E e 115°E e entre 5°N e 25°N, mesmo que o ciclone tenha um nome internacional atribuído a ele . Os nomes de ciclones tropicais significativos foram retirados, tanto pelo PAGASA quanto pelo Typhoon Committee . Caso a lista de nomes para a região filipina se esgote, os nomes serão retirados de uma lista auxiliar, da qual os dez primeiros são publicados a cada temporada. Os nomes não utilizados são marcados em cinzento. Os nomes de ciclones tropicais significativos serão retirados pelo PAGASA e pelo Comité de Tufões na primavera de 2025.

### Nomes internacionais
Um ciclone tropical é nomeado quando se considera que tem ventos sustentados de 10 minutos de 65 km/h (40 mph). A JMA selecionou os nomes de uma lista de 140 nomes, que foi desenvolvida pelas 14 nações e territórios membros do Comitê de Tufões da ESCAP/WMO . Nomes aposentados, se houver, serão anunciados pela OMM em 2024; embora os nomes de substituição sejam anunciados em 2025. Durante a época, os nomes Pulasan e Krathon foram utilizados pela primeira vez depois que substituíram Rumbia e Mangkhut, que foram retirados na temporada de 2018. Os próximos 28 nomes na lista de nomes são listados aqui junto com sua designação numérica internacional, se forem usados.
| - Ewiniar (2401) - Maliksi (2402) - Gaemi (2403) - Prapiroon (2404) - Maria (2405) - Son-Tinh (2406) - Ampil (2407) | - Wukong (2408) - Jongdari (2409) - Shanshan (2410) - Yagi (2411) - Leepi (2412) - Bebinca (2413) - Pulasan (2414) | - Soulik (2415) - Cimaron (2416) - Jebi (2417) - Krathon (2418) - Barijat (2419) - Trami (2420) - Kong-rey (2421) | - Yinxing (2422) - Toraji (2423) - Man-yi (2424) - Usagi (2425) - Pabuk (sem usar) - Wutip (sem usar) - Sepat (sem usar) |

### Outros nomes
Se um ciclone tropical entrar na bacia do Pacífico ocidental a partir da bacia do Pacífico Oriental e Central (a oeste de 180°E), manterá o nome que lhe foi atribuído pelo Centro Nacional de Furacões (NHC) e pelo Centro Central de furacões do Pacífico (CPHC). As seguintes tempestades foram nomeadas desta maneira.
- Hone

### Filipinas
Nesta temporada, a PAGASA usou seu próprio esquema de nomenclatura, que se desenvolverá dentro ou se moveu para sua área de responsabilidade autodefinida. Os nomes foram retirados de uma lista de nomes, que foi usada pela última vez em 2018 e está programada para ser usada novamente em 2026. Todos os nomes são os mesmos que em 2020, exceto Aghon, Querubin, Romina e Upang, que substituiram os nomes Ambo, Quinta, Rolly e Ulysses depois de serem reformados. O nome Aghon foi utilizado pela primeira vez este ano.
| - Aghon (2401) - Butchoy (2404) - Carina (2403) - Dindo (2409) - Enteng (2411) | - Ferdie (2413) - Gener (2415) - Helen (2414) - Igme - Julian (2418) | - Kristine (2420) - Leon (2421) - Marce (2422) - Nika (2423) - Ofel (2425) | - Pepito (2424) - Querubin (sem usar) - Romina (sem usar) - Siony (sem usar) - Tonyo (sem usar) | - Upang (sem usar) - Vicky (sem usar) - Warren (sem usar) - Yoyong (sem usar) - Zosimo (sem usar) |

| - Alakdan (sem usar) - Baldo (sem usar) | - Clara (sem usar) - Dencio (sem usar) | - Estong (sem usar) - Felipe (sem usar) | - Gomer (sem usar) - Heling (sem usar) | - Ismael (sem usar) - Julio (sem usar) |

### Retirada nomes
Durante a temporada, a PAGASA anuncia que os nomes "Aghion", "Carina", "Enteng", "Julian" e "Kristine" de suas listas de nomes, pois causaram Php 1 bilhão em danos e alto número de mortos. Os nomes de substituição serão anunciados em 2025.

## Efeitos da temporada
Esta tabela resume todos os sistemas que se desenvolveram ou se mudaram para o Oceano Pacífico Norte, a oeste da Linha Internacional de Data durante 2024. As tabelas também fornecem uma visão geral da intensidade do sistema, duração, áreas terrestres afetadas e quaisquer mortes ou danos associados ao sistema .
| Nome                | Datas ativo                  | Classificação máxima       | Velocidade de vento sustentados | Pressão              | Áreas afetadas                                                                                   | Danos (USD)     | Fatalidades | Refs                                   |
| ------------------- | ---------------------------- | -------------------------- | ------------------------------- | -------------------- | ------------------------------------------------------------------------------------------------ | --------------- | ----------- | -------------------------------------- |
| Ewiniar (Aghon)     | 22–30 de maio                | Tufão                      | 130 km/h (80 mph)               | 980 hPa (29 inHg)    | Filipinas, Japão, Alasca                                                                         | $20.88 million  | 6           | [ 22 ]                                 |
| Maliksi             | 30 de maio – 2 de junho      | Tempestade tropical        | 65 km/h (40 mph)                | 998 hPa (29.5 inHg)  | China meridional, Taiwan                                                                         | Desconhecido    | Nenhum      | [ 240 ]                                |
| 03W                 | 13–15 de julho               | Depressão tropical         | 55 km/h (35 mph)                | 1000 hPa (30 inHg)   | Vietname, Laos, Tailândia                                                                        | Nenhum          | Nenhum      |                                        |
| Prapiroon (Butchoy) | 19–24 de julho               | Tempestade tropical severa | 110 km/h (70 mph)               | 980 hPa (29 inHg)    | Filipinas, Vietname, China meridional, Laos, Tailândia, Camboja                                  | >$18 946 000    | 23          | [ 60 ] [ 241 ] [ 242 ] [ 243 ] [ 244 ] |
| Gaemi (Carina)      | 19–27 de julho               | Tufão muito forte          | 165 km/h (105 mph)              | 940 hPa (28 inHg)    | Filipinas, Taiwan, Ilhas Yaeyama, China Oriental, Indonésia, Camboja, Singapura, Coreia do Norte | $304 milhoes    | 126         | [ 80 ] [ 245 ] [ 246 ]                 |
| Ampil               | 3–19 de agosto               | Tufão muito forte          | 155 km/h (100 mph)              | 950 hPa (28 inHg)    | Ilhas Bonin, Japão, Alasca                                                                       | Minímo          | Nenhum      |                                        |
| Maria               | 5–14 de agosto               | Tempestade tropical severa | 100 km/h (65 mph)               | 980 hPa (29 inHg)    | Ilhas Bonin, Japão                                                                               | Nenhum          | Nenhum      | [ 247 ]                                |
| Son-Tinh            | 10–14 de agosto              | Tempestade tropical        | 65 km/h (40 mph)                | 994 hPa (29.4 inHg)  | Alasca                                                                                           | Nenhum          | Nenhum      |                                        |
| Wukong              | 12–15 de agosto              | Tempestade tropical        | 65 km/h (40 mph)                | 1002 hPa (29.6 inHg) | Nenhum                                                                                           | Nenhum          | Nenhum      |                                        |
| Jongdari (Dindo)    | 17–21 de agosto              | Tempestade tropical        | 75 km/h (45 mph)                | 998 hPa (29.5 inHg)  | Taiwan, Ilhas Miyako, Ilhas Yaeyama, Península Coreana                                           | Nenhum          | Nenhum      |                                        |
| TD                  | 19–26 agosto                 | Depressão tropical         | Não definido                    | 1006 hPa (29.7 inHg) | Nenhum                                                                                           | Nenhum          | Nenhum      |                                        |
| TD                  | 19 agosto                    | Depressão tropical         | 55 km/h (35 mph)                | 1006 hPa (29.7 inHg) | Nenhum                                                                                           | Nenhum          | Nenhum      |                                        |
| TD                  | 20 agosto                    | Depressão tropical         | Não definido                    | 1012 hPa (29.9 inHg) | Nenhum                                                                                           | Nenhum          | Nenhum      |                                        |
| Shanshan            | 21 de agosto–1 de setembro   | Tufão muito forte          | 175 km/h (110 mph)              | 935 hPa (27.6 inHg)  | Guam, Ilhas Marianas Setentrionais, Japão, Coreia do Sul                                         | >$100 milhões   | 6           | [ 248 ]                                |
| TD                  | 30 de agosto                 | Depressão tropical         | Não definido                    | 1006 hPa (29.7 inHg) | Japão                                                                                            | Desconhecido    | Nenhum      |                                        |
| Yagi (Enteng)       | 31 de agosto–8 de setembro   | Tufão violento             | 195 km/h (120 mph)              | 915 hPa (27.0 inHg)  | Palau, Filipinas, China meridional, Hong Kong, Macau, Vietname, Laos, Tailândia, Mianmar         | >$14,5 bilhões  | 924         | [ 249 ]                                |
| Hone                | 1–8 de setembro              | Depressão tropical         | 55 km/h (35 mph)                | 1004 hPa (29.6 inHg) | Nenhum                                                                                           | Nenhum          | Nenhum      |                                        |
| Leepi               | 2–6 de setembro              | Tempestade tropical        | 65 km/h (40 mph)                | 1002 hPa (29.6 inHg) | Nenhum                                                                                           | Nenhum          | Nenhum      |                                        |
| TD                  | 4–12 de setembro             | Depressão tropical         | 55 km/h (35 mph)                | 998 hPa (29.5 inHg)  | Okinawa, Taiwan, China Oriental                                                                  | Nenhum          | Nenhum      |                                        |
| Bebinca (Ferdie)    | 9–18 de setembro             | Tufão                      | 140 km/h (85 mph)               | 965 hPa (28.5 inHg)  | Guam, Ilhas Marianas Setentrionais, Filipinas, Ilhas Ryukyu, China Oriental                      | $1,4 bilhão     | 8           |                                        |
| Soulik (Gener)      | 15–20 de setembro            | Tempestade tropical        | 65 km/h (40 mph)                | 992 hPa (29.3 inHg)  | Filipinas, Vietname, Laos, Tailândia, Camboja, Mianmar                                           | Desconhecido    | 25          | [ 183 ] [ 184 ]                        |
| Pulasan (Helen)     | 15–21 de setembro            | Tempestade tropical        | 85 km/h (50 mph)                | 992 hPa (29.3 inHg)  | Guam, Ilhas Marianas Setentrionais, Filipinas, China Oriental, Coreia do Sul, Japão              | Desconhecido    | Nenhum      |                                        |
| 17W (Igme)          | 20–22 de setembro            | Depressão tropical         | 55 km/h (35 mph)                | 1002 hPa (29.6 inHg) | Filipinas, Ilhas Ryukyu, Taiwan, China Oriental                                                  | Desconhecido    | Nenhum      |                                        |
| Cimaron             | 24-27 de setembro            | Tempestade tropical        | 65 km/h (40 mph)                | 1002 hPa (29.6 inHg) | Nenhum                                                                                           | Desconhecido    | Nenhum      |                                        |
| Jebi                | 25 setembro–presente         | Tempestade tropical severa | 110 km/h (70 mph)               | 985 hPa (29.1 inHg)  | Guam, Ilhas Marianas Setentrionais, Japão                                                        | Desconhecido    | Nenhum      |                                        |
| TD                  | 26–27 setembro               | Depressão tropical         | Não definido                    | 1006 hPa (29.7 inHg) | Nenhum                                                                                           | Desconhecido    | Nenhum      |                                        |
| Krathon (Julian)    | 26 de setembro–4 de outubro  | Tufão violento             | 195 km/h (120 mph)              | 915 hPa (27.0 inHg)  | Filipinas, Taiwan, Ilhas Ryukyu                                                                  | $336 milhão     | 18          |                                        |
| Barijat             | 5–11 de outubro              | Tempestade tropical        | 85 km/h (50 mph)                | 990 hPa (29 inHg)    | Guam, Noroeste das Ilhas Marianas, Ilhas Kuril, Península Kamchatka                              | Nenhum          | Nenhum      |                                        |
| TD                  | 6–7 de outubro               | Depressão tropical         | Não definido                    | 1006 hPa (29.7 inHg) | Nenhum                                                                                           | Nenhum          | Nenhum      |                                        |
| TD                  | 12–14 de outubro             | Depressão tropical         | 55 km/h (35 mph)                | 1006 hPa (29.7 inHg) | Nenhum                                                                                           | Nenhum          | Nenhum      |                                        |
| TD                  | 16–17 de outubro             | Depressão tropical         | Não definido                    | 1008 hPa (29.8 inHg) | Nenhum                                                                                           | Nenhum          | Nenhum      |                                        |
| Trami (Kristine)    | 19–29 de outubro             | Tempestade tropical severa | 110 km/h (70 mph)               | 970 hPa (29 inHg)    | Palau, Filipinas, Taiwan, China meridional, Vietname, Laos, Camboja, Tailândia                   | $224 milhão     | >163        |                                        |
| Kong-rey (Leon)     | 24 de outubro–presente       | Tufão muito forte          | 185 km/h (115 mph)              | 925 hPa (27.3 inHg)  | Guam, Ilhas Marianas Setentrionais, Filipinas, Taiwan                                            | Desconhecido    | Nenhum      |                                        |
| Totais da temporada |                              |                            |                                 |                      |                                                                                                  |                 |             |                                        |
| 33 sistemas         | 23 maio – Temporada em curso |                            | 195 km/h (120 mph)              | 915 hPa (27.0 inHg)  |                                                                                                  | $26 682 036 000 | 1237        |                                        |